# Paulo Paim
Paulo Renato Paim (Caxias do Sul, 15 de março de 1950) é um sindicalista e político brasileiro, filiado ao Partido dos Trabalhadores (PT). Atualmente, exerce o cargo de Senador da República pelo Rio Grande do Sul.

## Biografia
Paulo Paim nasceu na cidade de Caxias do Sul, RS, um dos dez filhos do casal Ignácio Alves Paim e Itália Ventura da Silva Paim.
De família sem recursos, começou a trabalhar com 8 anos de idade. Aos 12 anos conquistou uma vaga no Serviço Nacional de Aprendizagem Industrial (SENAI), onde fazia o curso técnico durante o dia, ao mesmo tempo em que fazia o ginásio no Ginásio Alberto Pasqualini, onde foi presidente do grêmio estudantil.

## Carreira política

### Sindicalista
Após formar-se metalúrgico pelo Senai trabalhou na Metalúrgica Abramo Eberle e Forjasul. Em 1981 tornou-se presidente do Sindicato dos Metalúrgicos de Canoas. Entre 1983 a 1986 galgou os cargos de secretário-geral e vice-presidente nacional da Central Única dos Trabalhadores (CUT).

### Deputado Federal
Em 1985 filiou-se ao PT e no ano seguinte foi eleito deputado federal pelo Rio Grande do Sul, sendo deputado constituinte. Foi vice-líder do partido entre 1989 e 1991. Neste período, precisamente, em 1989, foi à África do Sul, em nome da Constituinte, pedir a libertação do líder negro Nelson Mandela, numa comissão formada pela Deputada Benedita da Silva, pelos deputados Domingos Leonelli, João Herrmann Neto e Carlos Alberto Caó de Oliveira. Foi reeleito deputado sucessivamente em 1990, 1994 e 1998. Entre 1993 e 1994 presidiu a Comissão de Trabalho, Administração Serviço Público da Câmara dos Deputados. Também provocou polêmica em 2001 quando, ao protestar contra projeto que alterava a CLT, rasgou um exemplar da Constituição Federal, e posteriormente o documento que pedia a cassação de seu mandato por este ato.

### Senador

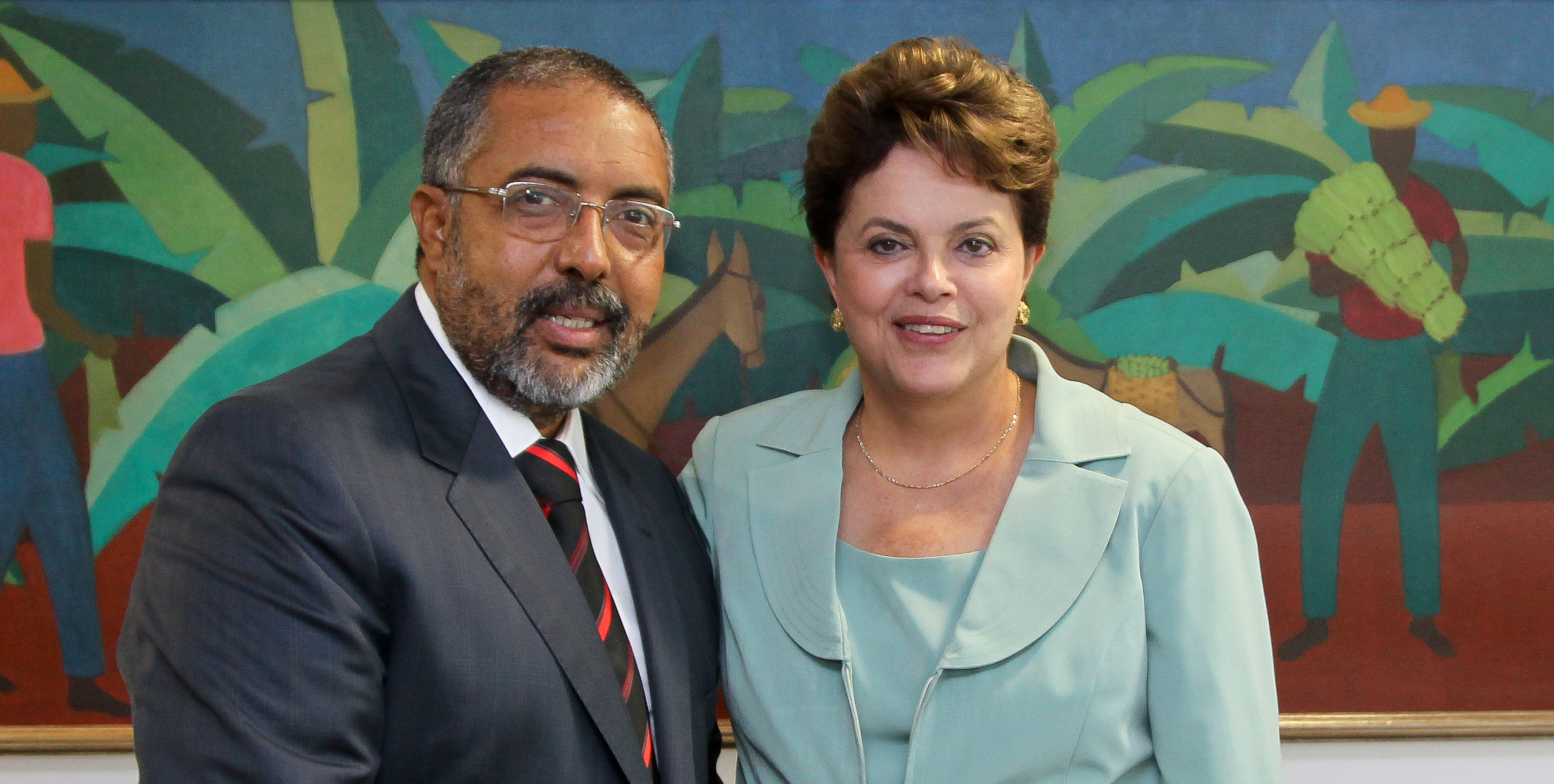
Paulo Paim e a presidente Dilma Rousseff em 2011.

Nas eleições de 2002 disputou o cargo de senador, sendo eleito após uma disputa bastante acirrada pela segunda vaga contra a colega de chapa Emília Fernandes. Participou na mesa diretora do Senado como primeiro vice-presidente no biênio 2003/2005 e entre 2007/2009 foi presidente da Comissão de Direitos Humanos e Legislação Participativa.
Nas eleições no Rio Grande do Sul em 2010 disputou a reeleição ao Senado, sendo o mais votado com 33,83% dos votos válidos.
Foi o autor do projeto de lei, apresentado em 1997, quando ainda era deputado federal, que criou o Estatuto do Idoso, e também do projeto de lei que renomeou a lei, em 2022, para Estatuto da Pessoa Idosa. Também de sua autoria mas ainda em discussão no Congresso Nacional, são os projetos de lei que institui o Estatuto da Igualdade Racial e o fim do fator previdenciário.
Em 2012, Paim ganhou a categoria Defesa do Consumidor do prêmio Congresso em Foco.
É o coautor do projeto original da lei brasileira de inclusão de 2015, que criou o Estatuto da Pessoa com Deficiência, que entrou em vigência em março de 2016.
Em outubro de 2017 votou a contra a manutenção do mandato do senador Aécio Neves, mostrando-se favorável à decisão da Primeira Turma do Supremo Tribunal Federal no processo em que ele era acusado de corrupção e obstrução da justiça por solicitar dois milhões de reais ao empresário Joesley Batista.
Em 2018, foi reeleito ao cargo com 1.875.245 votos. Com isso, Paim foi o único senador das regiões Centro-Oeste, Sul e Sudeste a ser reeleito.

## Salário mínimo
Notabilizou-se nacionalmente pela defesa da adoção de salário mínimo de cem dólares quando era deputado. Em 2011, o governo federal estava disposto a aumentar o salário mínimo para 545,00 reais, enquanto o senador Paim defendia 560,00 reais.